# キャスパー・ルード
キャスパー・ルード（Casper Ruud、1998年12月22日 - ）はノルウェー・オスロ出身の男子プロテニス選手。ATPランキング自己最高位はシングルス2位、ダブルス133位。これまでにATPツアーでシングルス13勝を挙げている。身長183cm、体重77kg。右利き、バックハンド・ストロークは両手打ち。

## 生い立ち
元プロテニス選手であるクリスティアン・ルードの息子であり、父親の手ほどきでテニスを始める。兄妹がふたりいる。ノルウェーのバールムで育ち、ラファエル・ナダルに憧れていた。

## 選手経歴

### ジュニア時代
キャスパー・ルードの父、クリスティアン・ルードもプロテニス選手で、1997年全豪オープンでは4回戦に進出しており、世界ランキング自己最高39位はキャスパーが更新するまでノルウェー人の最高位であった。また、キャスパーはジュニア世界ランキング1位を記録した実績を誇る。

### 2017年 マスターズ初出場
リオ・オープンで自身初のATPツアーベスト4入りをしたことで世界ランキング133位まで上昇させた。ワイルドカード（主催者推薦）によりマイアミ・オープンで自身初のATPマスターズ1000出場を果たす。

### 2018年 グランドスラム初出場
2018年全豪オープンでグランドスラム初出場。2回戦でディエゴ・シュワルツマンに敗れた。年間最終ランキングは112位。

### 2019年 トップ100入り
全豪オープンでは予選敗退。リオ・オープンではベスト8入り。準々決勝ではラスロ・ジェレに敗退。BNPパリバ・オープンでは予選敗退。マイアミ・オープンでは1回戦でフェリックス・オジェ＝アリアシムに敗退。

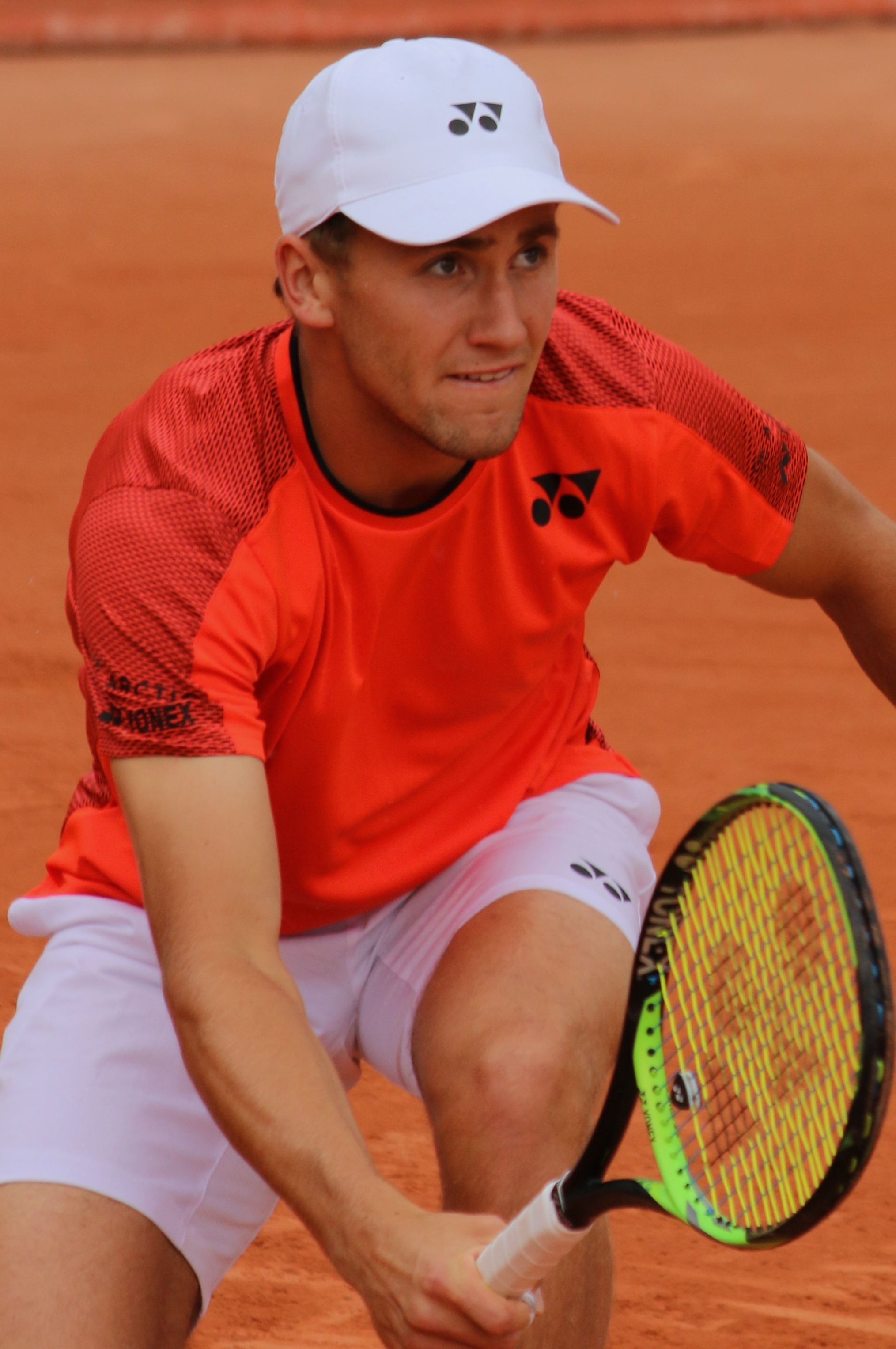
2019年全仏オープンでのキャスパー・ルード

全米男子クレーコート選手権で自身初のツアー決勝進出するも、決勝ではクリスチャン・ガリンに敗退。マドリード・オープンでは予選敗退。BNLイタリア国際では予選を突破してマスターズ10003回戦進出。3回戦ではフアン・マルティン・デル・ポトロに敗れた。全仏オープンでは1回戦でエルネスツ・ガルビス、2回戦でマッテオ・ベレッティーニを破り、3回戦で第3シードのロジャー・フェデラーにストレートで敗れた。ウィンブルドン選手権では1回戦で第9シードのジョン・イズナーにストレートで敗れた。

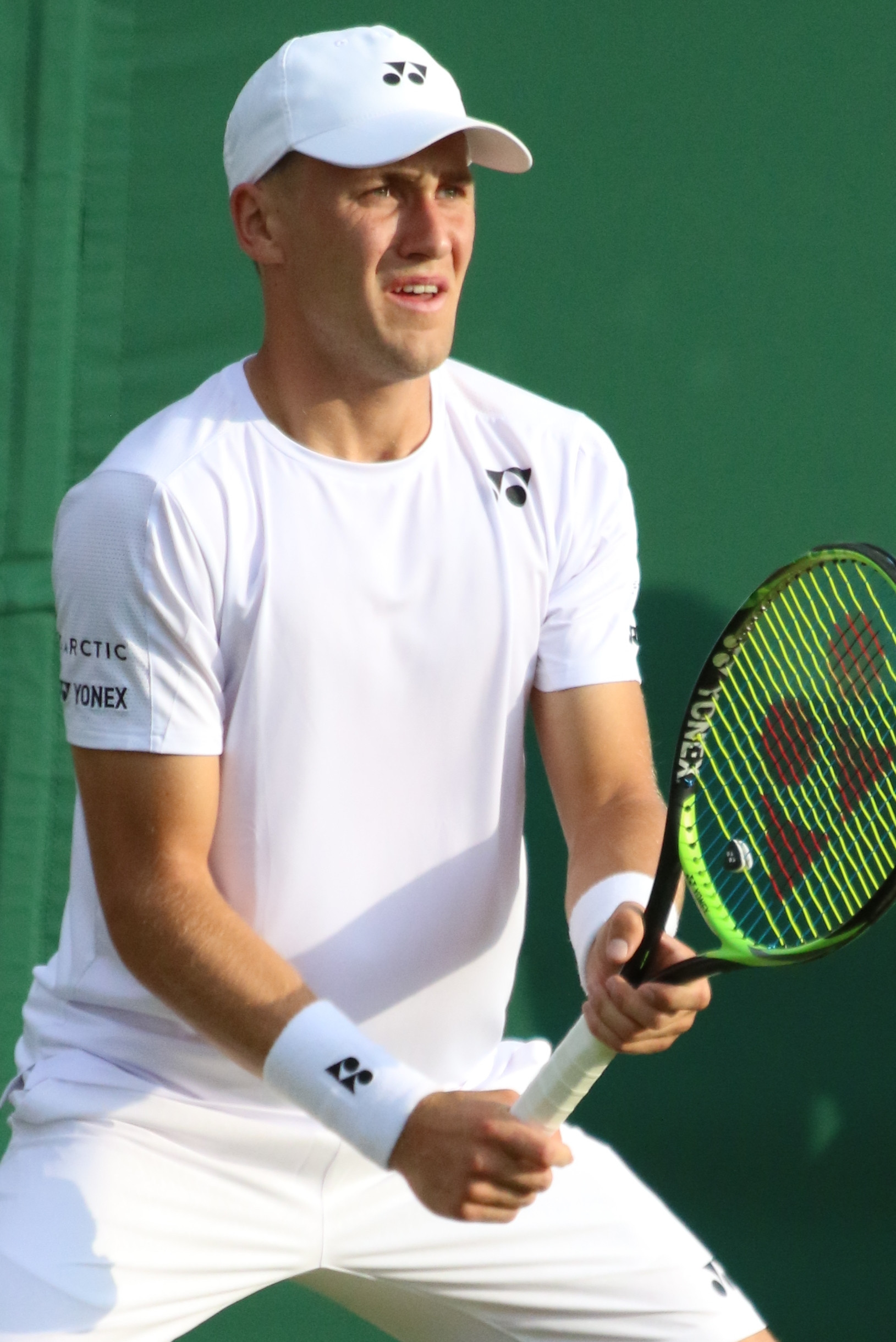
2019年ウィンブルドン選手権でのキャスパー・ルード

ネクストジェネレーション・ATPファイナルには第4シードで出場。アレハンドロ・ダビドビッチ・フォキナを3-4(2),4-3(2),4-2,3-4(2),4-1のフルセットで破ったものの、1勝2敗でラウンドロビン敗退となった。年間最終ランキングは54位。

### 2020年 ツアー初優勝 トップ50入り
ATPカップではノルウェー代表として出場するも、ラウンドロビンでアメリカのジョン・イズナー、イタリアのファビオ・フォニーニ、ロシアのダニール・メドベージェフらに3連敗となり、ラウンドロビン敗退。
全豪オープンでは初戦敗退。しかし、2月のアルゼンチン・オープンで初の決勝進出。決勝でペドロ・ソウザを下して、ツアー初優勝を果たした。これはノルウェー人として初のツアー優勝となった。さらに3月のチリ・オープンでも決勝進出。しかし、決勝ではチアゴ・ザイボチ・ヴィウチに敗れ、準優勝。
ウエスタン・アンド・サザン・オープンではディエゴ・シュワルツマンに初戦敗退。第30シードとして出場した全米オープンでは1回戦でマッケンジー・マクドナルドを4-6, 4-6, 6-4, 6-3, 6-2のフルセットの逆転で勝利。2回戦のエーミル・ルースヴオリ戦も6-4, 6-3, 3-2の時点で相手の途中棄権により3回戦進出。3回戦で世界ランキング8位・第6シードのマッテオ・ベレッティーニに6-4, 6-4, 6-2のストレートで敗れた。翌週のイタリア国際では準々決勝でベレッティーニを破り、マスターズでは初めてベスト4進出を果たした。準決勝では世界ランキング1位のノバク・ジョコビッチに敗れた。
ドイツ国際オープンではベスト4入り。準決勝でアンドレイ・ルブレフに敗退。全仏オープンでは第28シードとして出場して3回戦まで駒を進めた。3回戦では第3シードのドミニク・ティエムに4-6, 3-6, 1-6のストレートで敗れた。エルステ・バンク・オープンではヤニック・シナーに、パリ・マスターズではウゴ・アンベールにそれぞれ初戦敗退して、シーズン終了。年間最終ランキングは27位。

### 2021年 ツアー6勝目 ATPファイナルズベスト4 トップ10入り
全豪オープンでは第24シードで出場し、4回戦まで勝ち進んだが、アンドレイ・ルブレフ戦で途中棄権。アビエルト・メキシコ・テルセルでは準々決勝まで駒を進めるも、世界ランキング6位のアレクサンダー・ズベレフに敗れた。モンテカルロ・マスターズでATPマスターズ1000では2度目のベスト4を達成したが、ここでもルブレフに敗れた。続くマドリード・オープンでは快勝を続け、ベスト4進出。しかし、準決勝でマッテオ・ベレッティーニに敗れた。

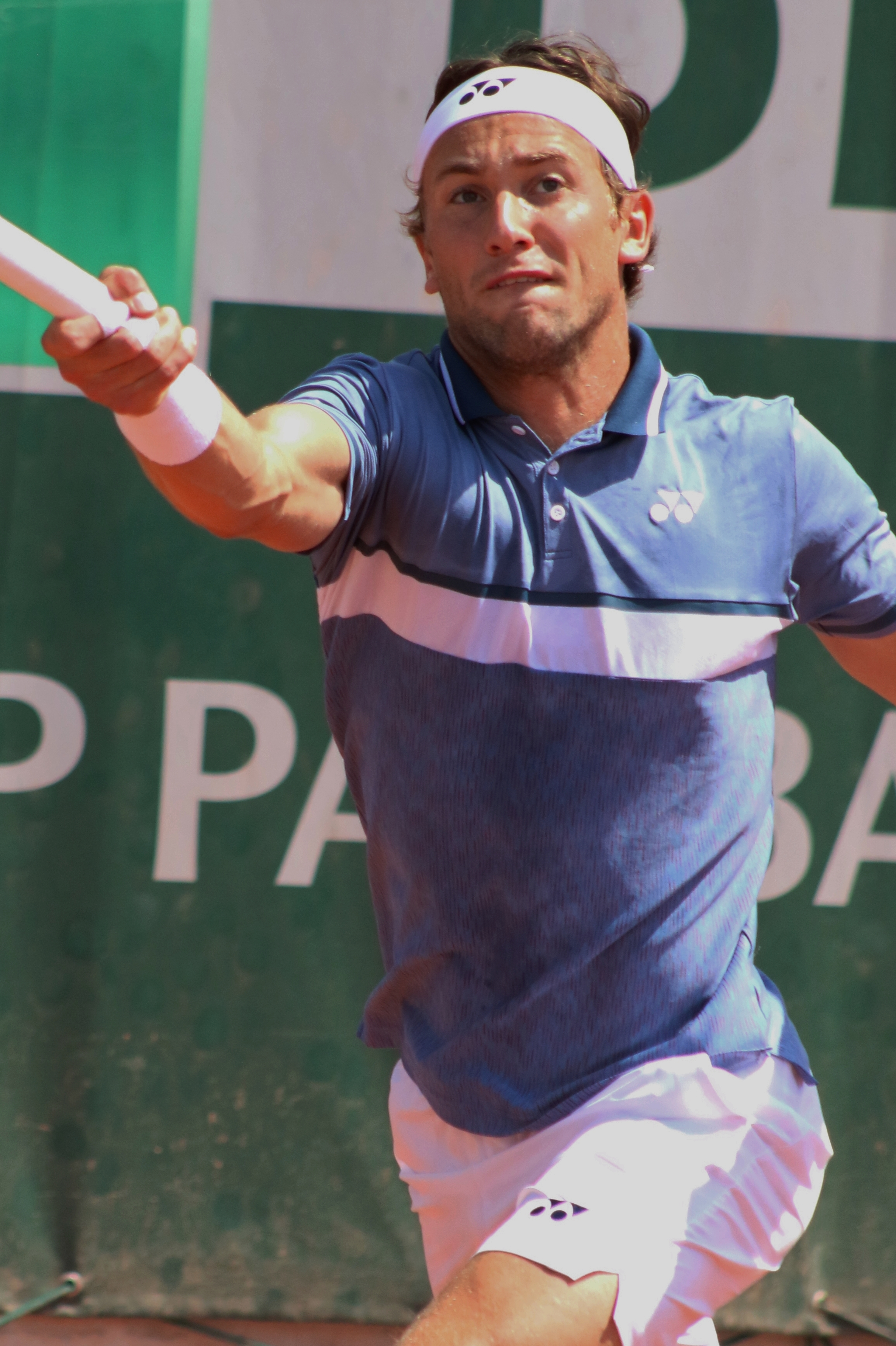
2021年全仏オープンでのキャスパー・ルード

5月のジュネーブ・オープンでは決勝でデニス・シャポバロフを破り、ツアー2勝目を挙げた。全仏オープンは3回戦でアレハンドロ・ダビドビッチ・フォキナに6-7(3), 6-2, 6-7(6), 6-0, 5-7のフルセットの末に敗れた。ウィンブルドン選手権では1回戦でジョーダン・トンプソンに6-7(6), 6-7(3), 6-2, 6-2, 2-6のフルセットで敗れたが、ダブルスではベスト8入りを果たした。
スウェーデン・オープン、スイス・オープン、オーストリア・オープンにおいてATPツアー・250シリーズのクレーコート大会で3週連続優勝を果たす。3週連続での優勝は2011年のアンディ・マリー以来の快挙である。これにより、自己最高のATPランキング12位となり、ノルウェー人としての最高位も更新。
ナショナル・バンク・オープンではベスト8入りをし、準々決勝でステファノス・チチパスに敗れた。その後のウエスタン・アンド・サザン・オープンでもベスト8入りをし、準々決勝ではアレクサンダー・ズベレフに敗れたが、9月13日に世界ランキング10位を記録し、ノルウェー人初のトップ10選手になった。さらに22歳でトップ10を記録した選手として過去最年少記録を樹立した。
全米オープンでは2回戦敗退。その後は欧州選抜としてレーバーカップに出場。シングルスでライリー・オペルカに勝利。欧州選抜チームの優勝に貢献した。9月下旬のサンディエゴ・オープンでは決勝でキャメロン・ノリーを破り、ツアー6勝目を挙げた。BNPパリバ・オープンに第6シードとして出場し、4回戦でディエゴ・シュワルツマンに敗れたが、大会後の10月25日付けのランキングで世界8位になった。パリ・マスターズではアレクサンダー・ブブリクらを破り、ベスト8入り。準々決勝ではアレクサンダー・ズベレフと対決して敗退。
今季の活躍によりATPファイナルズに初出場を決め、「グリーングループ」に割り当てされてノバク・ジョコビッチに敗れるも、ステファノス・チチパスの代役として出場したキャメロン・ノーリーとアンドレイ・ルブレフに勝利して2勝1敗でベスト4入り。準決勝ではダニール・メドベージェフに敗れてシーズン終了。年間最終ランキングは8位。

### 2022年 全仏・全米準優勝 世界2位

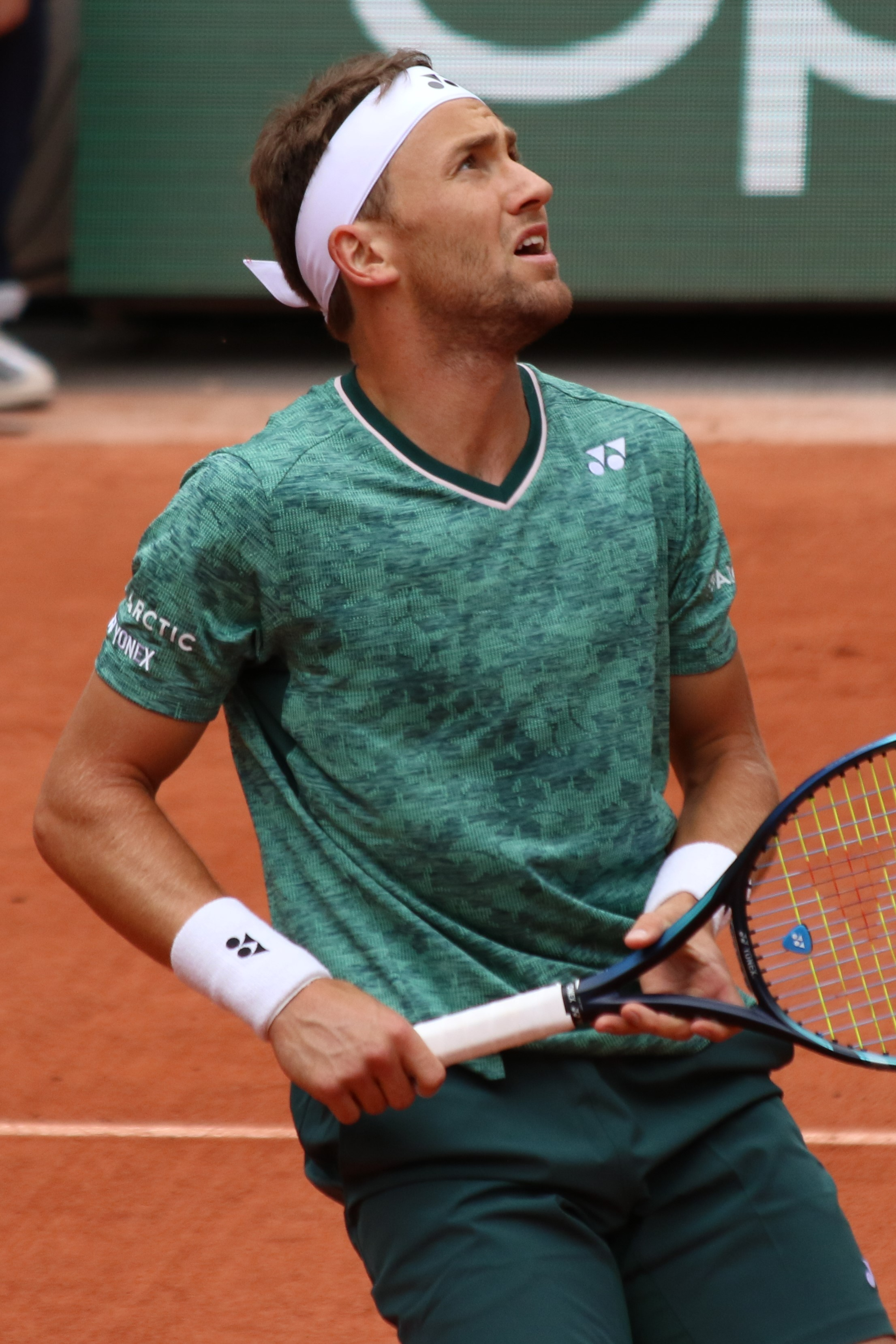
2022年全仏オープンでのキャスパー・ルード

ATPカップにノルウェー代表のエースとして出場するも、チームはラウンドロビン敗退。
全豪オープンには出場予定だったが、足首を負傷したため欠場。復帰戦となった2月のアルゼンチン・オープンでは決勝でディエゴ・シュワルツマンを下してツアー7勝目を挙げた。
BNPパリバ・オープンでは3回戦でニック・キリオスに敗退。マイアミ・オープンではキャメロン・ノリー、アレクサンダー・ズベレフらを下してATPマスターズ1000初の決勝進出。決勝ではカルロス・アルカラスに5-7, 4-6で敗れ、準優勝。ATPランキングで自己最高の7位を更新した。
モンテカルロ・マスターズでは3回戦でグリゴール・ディミトロフに敗退。マドリード・オープンではドゥシャン・ラヨビッチに初戦敗退。BNLイタリア国際では2020年以来2年ぶりのベスト4入り。準決勝でノバク・ジョコビッチに4-6, 3-6のストレートで敗れた。ジュネーブ・オープンでは決勝進出。決勝でジョアン・ソウザを7-6(3), 4-6, 7-6(1)で下し、ツアー8勝目を挙げた。

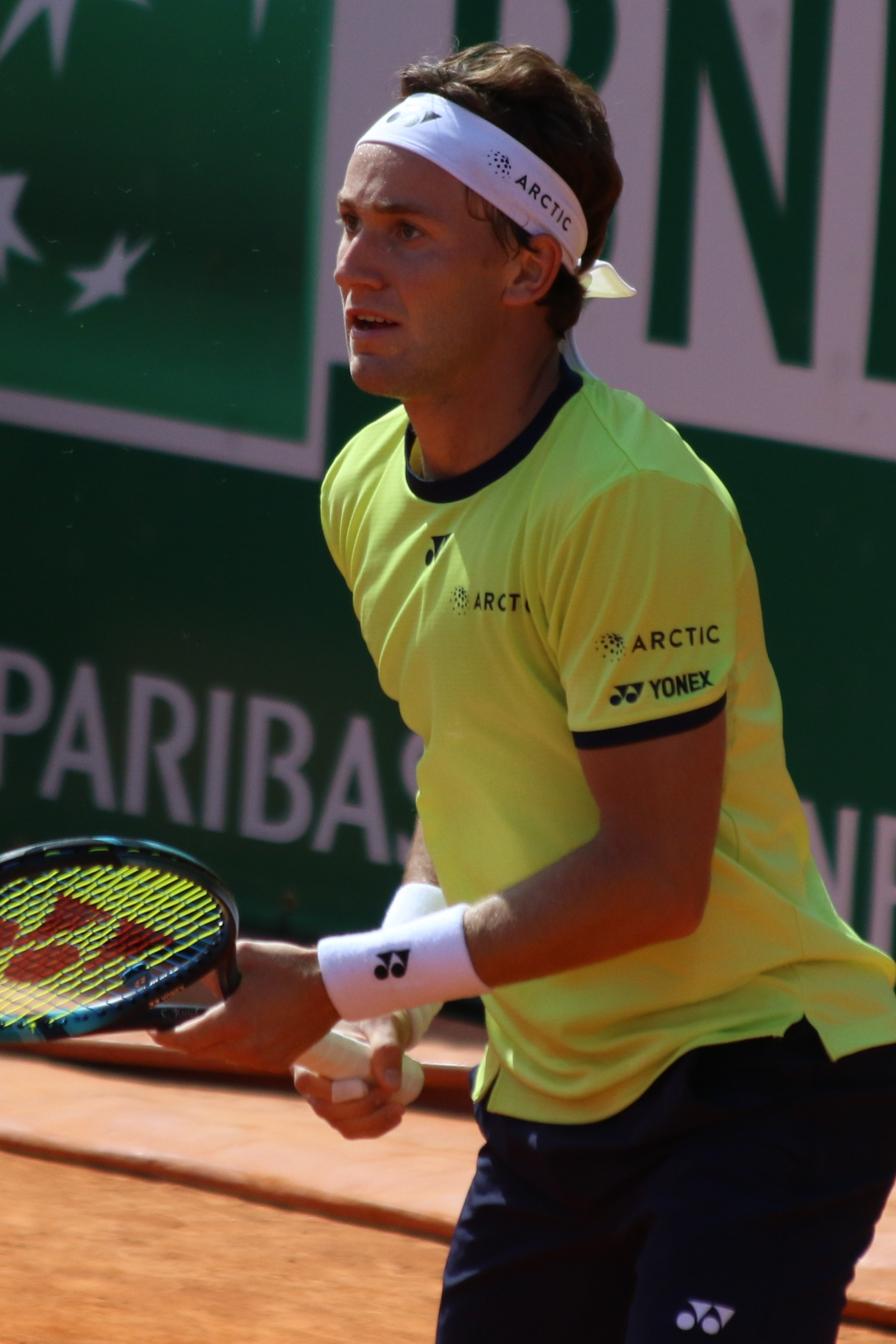
2022年モンテカルロ・マスターズでのキャスパー・ルード

全仏オープンでは1回戦で同大会での引退を表明していたジョー＝ウィルフリード・ツォンガを6-7(8), 7-6(4), 6-2, 7-6(0)で退けた。2回戦はエーミル・ルースヴオリを6-3, 6-4, 6-2で、3回戦ではロレンツォ・ソネゴを6-2, 6-7(3), 1-6, 6-4, 6-3のフルセットで下し、ノルウェーの男子選手として初めて全仏オープン4回戦進出を果たした。4回戦はフベルト・フルカチュを6-2, 6-3, 3-6, 6-3で、準々決勝はホルガ・ルーネを6-1, 4-6, 7-6(2), 6-3で下した。準決勝ではマリン・チリッチを3-6, 6-4, 6-2, 6-3で退け、ノルウェーの選手として初のグランドスラム大会決勝進出を果たす。決勝ではラファエル・ナダルに3-6, 3-6, 0-6のストレートで敗れ、準優勝。

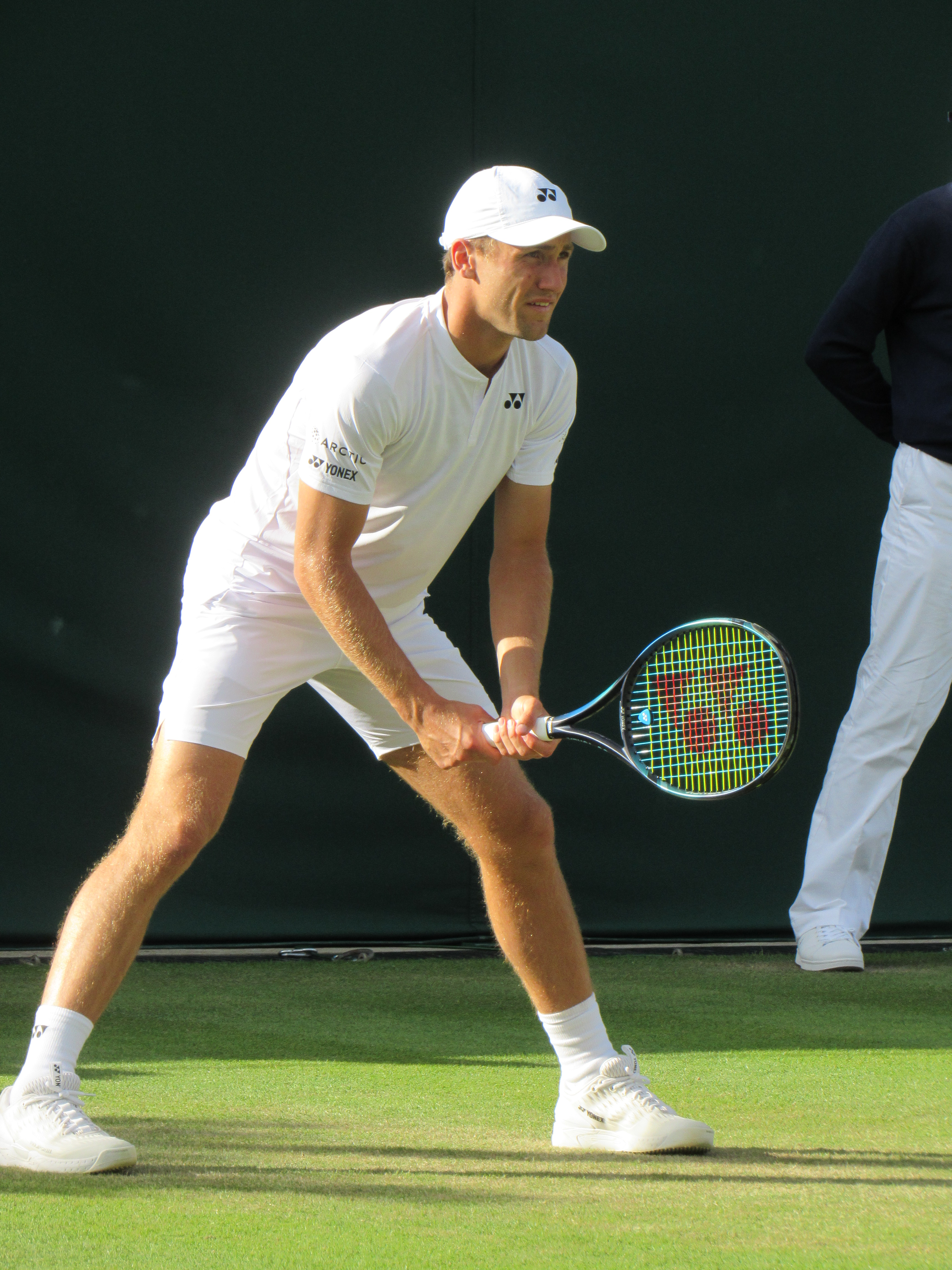
2022年ウィンブルドン選手権でのキャスパー・ルード

ウィンブルドン選手権では第3シードとして出場し、1回戦でアルベルト・ラモス＝ビノラスを7-6(1), 7-6(9), 6-2のストレートで破り、大会初の初戦突破を飾るも、2回戦でウゴ・アンベールに6-3, 2-6, 5-7, 4-6で敗れた。
スイス・オープン・グシュタードでは決勝でマッテオ・ベレッティーニを4-6, 7-6(4), 6-2で破り、ツアー9勝目を挙げた。ナショナル・バンク・オープンでは3回戦でロベルト・バウティスタ・アグート、準々決勝でフェリックス・オジェ＝アリアシムらを下してベスト4入り。準決勝でホベルト・ホルカシュに7-5, 3-6, 2-6で敗れた。第5シードとして臨んだ全米オープンでは準々決勝で第13シードのマッテオ・ベレッティーニを1-6, 4-6, 6-7(4)のストレートで下して、大会初のベスト4入りを果たした。準決勝はカレン・ハチャノフを7-6(5), 6-2, 5-7, 6-2で破り、決勝進出。勝利した方がグランドスラム大会初優勝とともに、世界1位に立つ試合ではカルロス・アルカラスと対戦したが、4-6, 6-2, 6-7(1), 3-6で敗れ、ノルウェーの選手として初の世界ランキング1位のチャンスを逃し、今季グランドスラム大会2度の準優勝で幕を閉じた。
ATPファイナルズでは第1シードのラファエル・ナダルに敗れるものの、フェリックス・オジェ＝アリアシムとテイラー・フリッツに勝利し、2年連続のベスト4入り。準決勝ではアンドレイ・ルブレフに6-2,6-4で勝利し自身初の決勝進出となった。決勝ではノバク・ジョコビッチに5-7,3-6のストレートで敗れた。年間最終ランキングは自己最高の3位。

### 2023年 2年連続全仏準優勝
1月、ユナイテッド・カップではノルウェー代表としてチームを率いた。全豪オープンでは第2シードとして出場するも、ジェンソン・ブルックスビーに3-6, 5-7, 7-6(4), 2-6で2回戦敗退。
3月、BNPパリバ・オープンとマイアミ・オープンではそれぞれクリスチャン・ガリンとボーティック・ファン・デ・ザンスフルプに3回戦敗退。
4月、エストリル・オープンでは決勝でミオミル・キツマノビッチに6-2, 7-6(3)のストレートで下してツアー10勝目を挙げた。さらにこの大会でクレー100勝目を記録した。モンテカルロ・マスターズではヤン＝レナード・ストルフに、マドリード・オープンではマッテオ・アルナルディにそれぞれ早期敗退となった。
5月、ローマ・マスターズではベスト4入り。準決勝ではホルガ・ルーネに7-6(2), 4-6, 2-6に敗れた。
6月、全仏オープンでは第4シードとして出場し、準々決勝では前述の第6シードのルーネを6-1, 6-2, 3-6, 6-3で破り、準決勝では第22シードのアレクサンダー・ズベレフに6-3, 6-4, 6-0のストレートで下して、昨年同様2年連続でグランドスラム決勝進出。決勝では第3シードのノバク・ジョコビッチに6-7(1), 3-6, 5-7のストレートで敗れ、準優勝を飾った。
7月、ウィンブルドン選手権では2回戦でリアム・ブローディに4-6, 6-3, 6-4, 3-6, 0-6のフルセットで敗れた。スウェーデン・オープンでは決勝進出。決勝でアンドレイ・ルブレフに6-7(3), 0-6のストレートで敗れ、準優勝。
8月、ナショナル・バンク・オープンではアレハンドロ・ダビドビッチ・フォキナに6-7(4), 6-4, 6-7(4)で3回戦敗退。ウエスタン・アンド・サザン・オープンではマックス・パーセルに4-6, 6-3, 4-6で初戦敗退。全米オープンでは第5シードとして出場するも、ジャン・ジジェンに4-6, 7-5, 2-6, 6-0, 2-6のフルセットで敗退した。
9月、レーバーカップでは2年連続で欧州代表として参戦。シングルスではトミー・ポールを7-6(6), 6-2でチームの勝利に貢献するも、チームは敗退した。
10月、チャイナ・オープンではベスト8入りするも、準々決勝でカルロス・アルカラスに4-6, 2-6で敗れた。上海マスターズでは4回戦でファービアーン・マロジャーンに6-7(3), 6-3, 4-6で敗退。スイス・インドアでは2回戦でドミニク・シュトリッカーに4-6, 6-3, 6-7(1)で敗れた。
11月、パリ・マスターズではフランシスコ・セルンドロに5-7, 4-6で初戦敗退。年間最終ランキングは11位。

### 2024年 全仏ベスト4 マスターズ準優勝
1月、ユナイテッドカップではノルウェー代表のエースとして参戦。オランダ代表とクロアチア代表を破り、ベスト8入りするも、準々決勝でフランス代表に敗れた。全豪オープンでは第11シードとして出場するも、3回戦で第19シードのキャメロン・ノリーに4-6, 7-6(7), 4-6, 3-6で敗退。
2月、ロス・カボス・オープンと3月のアカプルコでは2大会連続決勝進出。それぞれジョーダン・トンプソン（3-6, 6-7(4)）とアレックス・デミノー（4-6, 4-6）に敗れ、準優勝となった。BNPパリバ・オープンでは初のベスト8入り。準々決勝ではトミー・ポール (テニス選手)に2-6, 6-1, 3-6で敗れた。マイアミ・オープンでは4回戦でニコラス・ジャリーに6-7(3), 3-6のストレートで敗退。
4月、モンテカルロ・マスターズでは3回戦でホベルト・ホルカシュを6-4, 6-2、準々決勝ではウゴ・アンベールを6-3, 4-6, 6-1、準決勝では世界ランキング1位かつ第1シードのノバク・ジョコビッチを6-4, 1-6, 6-4で下す活躍で大会発の決勝進出。決勝ではステファノス・チチパスに1-6, 4-6のストレートで敗れるも、マスターズ1000準優勝となった。しかし、続くバルセロナ・オープンでは決勝進出して、決勝でチチパスを7-5, 6-3のストレートで下して、ツアー11勝目を挙げた。
5月、マドリード・オープンでは2回戦でミオミル・キツマノビッチを6-4, 6-1、3回戦でキャメロン・ノリーを6-2, 6-4でそれぞれストレートで破るも、4回戦ではフェリックス・オジェ＝アリアシムに4-6, 5-7のストレートで敗退。ローマ・マスターズではキツマノビッチに6-0, 4-6, 4-6の逆転で初戦敗退を喫したが、ジュネーブ・オープンでは決勝進出。決勝でトマーシュ・マハーチを7-5, 6-3のストレートで下して、ツアー12勝目を挙げた。
6月、全仏オープンでは第7シードとして出場。2回戦ではアレハンドロ・ダビドビッチ・フォキナを7-6(5), 1-6, 6-3, 4-6, 6-3のフルセットで勝利。3回戦では第28シードのトマス・マルティン・エチェベリーを6-4, 1-6, 6-2, 6-2、4回戦で第12シードのテイラー・フリッツを7-6(8), 3-6, 6-4, 6-2でそれぞれ破り、ベスト8進出。準々決勝では第1シードのジョコビッチが棄権したため、そのままベスト4進出。準決勝では第4シードのアレクサンダー・ズベレフに6-2, 2-6, 4-6, 2-6で敗れ、3年連続の決勝進出とはならなかった。
7月、ウィンブルドン選手権では第8シードとして出場するも、2回戦でファビオ・フォニーニに4-6, 5-7, 7-6(1), 3-6で敗れた。2024年パリオリンピックのテニス競技ではノルウェー代表としてオリンピック初出場を果たし、ベスト8進出。準々決勝ではカナダのオジェ＝アリアシムに6-4, 7-6(8), 6-3の接戦の末に敗退。
8月、ナショナル・バンク・オープンでは初戦を突破するも、2回戦のセバスチャン・コーダ戦を前に棄権した。ウエスタン・アンド・サザン・オープンではオジェ＝アリアシムに3-6, 1-6のストレートで初戦敗退。
9月、全米オープンでは第8シードとして出場。2回戦ではガエル・モンフィスを6-4, 6-2, 2-6, 7-6(3)で破り、3回戦では商竣程を6-7(1), 3-6, 6-0, 6-3, 6-1のフルセットの逆転で破り、4回戦進出。4回戦では第12シードのフリッツに6-3, 4-6, 3-6, 2-6で敗れた。木下ジャパンオープンテニスではトンプソンに6-7(5), 1-6のストレートで初戦敗退。
10〜11月、ストックホルム・オープンでベスト8進出したのを除いては上海マスターズ、スイス・インドア、パリ・マスターズ、モゼール・オープンの4大会において初戦敗退となったが、今季の活躍からレートランキング6位となり、2024年ATPファイナルズに参戦。「ジョン・ニューカム」グループに割り振られ、グループステージでは第1試合（カルロス・アルカラスを6-1, 7-5）、第2試合（ズベレフに6-7(3), 3-6）、第3試合（アンドレイ・ルブレフを6-4, 5-7, 6-2）を2勝1敗で決勝トーナメント進出。準決勝ではシナーに1-6, 2-6のストレートで敗れ、ベスト4で幕を閉じた。年間最終ランキングは6位。

### 2025年 マスターズ初優勝
全豪オープンでは第6シードとして出場し、1回戦でハウメ・ムナルに6-3, 1-6, 7-5, 2-6, 6-2のフルセットの末、初戦突破するも、ヤクプ・メンシークに2-6, 6-3, 1-6, 4-6で2回戦敗退となった。2月の2025年ダラス・オープンでは決勝進出するも、決勝でデニス・シャポバロフに6-7(5), 3-6のストレートで敗れ、準優勝。5月のマドリード・オープンでは2回戦でアーサー・リンダークネッシュを6-3, 6-4、3回戦でセバスチャン・コーダを6-3, 6-3、4回戦でテイラー・フリッツを6-3, 7-5、準々決勝でダニール・メドベージェフを6-3, 7-5、準決勝でフランシスコ・セルンドロを6-4, 7-5ですべてストレートで下して、決勝進出。決勝ではジャック・ドレイパーを7-5, 3-6, 6-4のフルセットの激闘の末に破り優勝を飾るとともに、ノルウェー人史上初、また自身初のATPマスターズ1000制覇を達成し、試合後に「長い間待ち望んでいた」と語った。BNLイタリア国際ではベスト8進出するも、世界1位のヤニック・シナーと対決するも、0-6, 1-6のストレートで敗れ、準々決勝敗退となった。１ゲームしか取れず圧倒されたルードは「これはもう異次元の試合だと思った」と語った。さらに第7シードとして迎えた全仏オープンではアルベルト・ラモス＝ビノラスを6-3, 6-4, 6-2のストレートで初戦突破するも、ヌーノ・ボルヘスに6-2, 4-6, 1-6, 0-6の逆転で2回戦で姿を消した。

## 主要大会決勝

### グランドスラム

#### シングルス: 3 (準優勝3回)
| 結果   | 年     | 大会         | サーフェス | 対戦相手             | スコア                  |
| ------ | ------ | ------------ | ---------- | -------------------- | ----------------------- |
| 準優勝 | 2022年 | 全仏オープン | クレー     | ラファエル・ナダル   | 3-6, 3-6, 0-6           |
| 準優勝 | 2022年 | 全米オープン | ハード     | カルロス・アルカラス | 4-6, 6-2, 6-7(1-7), 3-6 |
| 準優勝 | 2023年 | 全仏オープン | クレー     | ノバク・ジョコビッチ | 6-7(1-7), 3-6, 5-7      |

### ATPファイナルズ

#### シングルス: 1 (準優勝1回)
| 結果   | 年     | 大会   | サーフェス    | 対戦相手             | スコア   |
| ------ | ------ | ------ | ------------- | -------------------- | -------- |
| 準優勝 | 2022年 | トリノ | ハード (室内) | ノバク・ジョコビッチ | 5-7, 3-6 |

### ATPマスターズ1000

#### シングルス: 3 (優勝1回 準優勝2回)
| 結果   | 年     | 大会         | サーフェス | 対戦相手               | スコア        |
| ------ | ------ | ------------ | ---------- | ---------------------- | ------------- |
| 準優勝 | 2022年 | マイアミ     | ハード     | カルロス・アルカラス   | 5-7, 4-6      |
| 準優勝 | 2024年 | モンテカルロ | クレー     | ステファノス・チチパス | 1-6, 4-6      |
| 優勝   | 2025年 | マドリード   | クレー     | ジャック・ドレイパー   | 7-5, 3-6, 6-4 |

## ATPツアー決勝進出結果

### シングルス: 25回 (13勝12敗)
| 大会グレード                    |
| グランドスラム (0–3)            |
| ATPファイナルズ (0–1)           |
| ATPツアー・マスターズ1000 (1–2) |
| ATPツアー500 (1–2)              |
| ATPツアー250 (11–4)             |

| サーフェス別タイトル |
| ハード (1–6)         |
| クレー (12–6)        |
| 芝 (0–0)             |

| 結果   | No. | 決勝日         | 大会             | サーフェス    | 対戦相手                   | スコア                  |
| ------ | --- | -------------- | ---------------- | ------------- | -------------------------- | ----------------------- |
| 準優勝 | 1.  | 2019年4月14日  | ヒューストン     | クレー        | クリスチャン・ガリン       | 6-7(4-7), 6-4, 3-6      |
| 優勝   | 1.  | 2020年2月16日  | ブエノスアイレス | クレー        | ペドロ・ソウザ             | 6-1, 6-4                |
| 準優勝 | 2.  | 2020年3月1日   | サンティアゴ     | クレー        | チアゴ・ザイボチ・ヴィウチ | 5-7, 6-4, 3-6           |
| 優勝   | 2.  | 2021年5月22日  | ジュネーヴ       | クレー        | デニス・シャポバロフ       | 7-6(8-6), 6-4           |
| 優勝   | 3.  | 2021年7月18日  | ボースタード     | クレー        | フェデリコ・コリア         | 6-3, 6-3                |
| 優勝   | 4.  | 2021年7月25日  | グシュタード     | クレー        | ユーゴ・ガストン           | 6-3, 6-2                |
| 優勝   | 5.  | 2021年7月31日  | キッツビュール   | クレー        | ペドロ・マルティネス       | 6-1, 4-6, 6-3           |
| 優勝   | 6.  | 2021年10月3日  | サンディエゴ     | ハード        | キャメロン・ノリー         | 6-0, 6-2                |
| 優勝   | 7.  | 2022年2月13日  | ブエノスアイレス | クレー        | ディエゴ・シュワルツマン   | 5-7, 6-2, 6-3           |
| 準優勝 | 3.  | 2022年4月3日   | マイアミ         | ハード        | カルロス・アルカラス       | 5-7, 4-6                |
| 優勝   | 8.  | 2022年5月21日  | ジュネーヴ       | クレー        | ジョアン・ソウザ           | 7-6(7-3), 4-6, 7-6(7-1) |
| 準優勝 | 4.  | 2022年6月6日   | 全仏オープン     | クレー        | ラファエル・ナダル         | 3-6, 3-6, 0-6           |
| 優勝   | 9.  | 2022年7月24日  | グシュタード     | クレー        | マッテオ・ベレッティーニ   | 4-6, 7-6(7-4), 6-2      |
| 準優勝 | 5.  | 2022年9月11日  | 全米オープン     | ハード        | カルロス・アルカラス       | 4-6, 6-2, 6-7(1-7), 3-6 |
| 準優勝 | 6.  | 2022年11月21日 | トリノ           | ハード (室内) | ノバク・ジョコビッチ       | 5-7, 3-6                |
| 優勝   | 10. | 2023年4月9日   | エストリル       | クレー        | ミオミル・ケツマノビッチ   | 6-2, 7-6(7-3)           |
| 準優勝 | 7.  | 2023年6月11日  | 全仏オープン     | クレー        | ノバク・ジョコビッチ       | 6-7(1-7), 3-6, 5-7      |
| 準優勝 | 8.  | 2023年7月23日  | ボースタード     | クレー        | アンドレイ・ルブレフ       | 6-7(3-7), 0-6           |
| 準優勝 | 9.  | 2024年2月24日  | ロス・カボス     | ハード        | ジョーダン・トンプソン     | 3-6, 6-7(4-7)           |
| 準優勝 | 10. | 2024年3月2日   | アカプルコ       | ハード        | アレックス・デミノー       | 4-6, 4-6                |
| 準優勝 | 11. | 2024年4月14日  | モンテカルロ     | クレー        | ステファノス・チチパス     | 1-6, 4-6                |
| 優勝   | 11. | 2024年4月21日  | バルセロナ       | クレー        | ステファノス・チチパス     | 7-5, 6-3                |
| 優勝   | 12. | 2024年5月25日  | ジュネーヴ       | クレー        | トマーシュ・マハーチ       | 7-5, 6-3                |
| 準優勝 | 12. | 2025年2月10日  | ダラス           | ハード (室内) | デニス・シャポバロフ       | 6-7(5-7), 3-6           |
| 優勝   | 13. | 2025年5月5日   | マドリード       | クレー        | ジャック・ドレイパー       | 7-5, 3-6, 6-4           |

## 成績
略語の説明
| W | F | SF | QF | #R | RR | Q# | LQ | A | Z# | PO | G | S | B | NMS | P | NH |

W=優勝, F=準優勝, SF=ベスト4, QF=ベスト8, #R=#回戦敗退, RR=ラウンドロビン敗退, Q#=予選#回戦敗退, LQ=予選敗退, A=大会不参加, Z#=デビスカップ/BJKカップ地域ゾーン, PO=デビスカップ/BJKカッププレーオフ, G=オリンピック金メダル, S=オリンピック銀メダル, B=オリンピック銅メダル, NMS=マスターズシリーズから降格, P=開催延期, NH=開催なし.

### グランドスラム
| 大会           | 2017 | 2018 | 2019 | 2020 | 2021 | 2022 | 2023 | 2024 | 2025 | 通算成績 |
| -------------- | ---- | ---- | ---- | ---- | ---- | ---- | ---- | ---- | ---- | -------- |
| 全豪オープン   | Q3   | 2R   | Q1   | 1R   | 4R   | A    | 2R   | 3R   | 2R   | 8–6      |
| 全仏オープン   | Q2   | 2R   | 3R   | 3R   | 3R   | F    | F    | SF   | 2R   | 24–8     |
| ウィンブルドン | A    | Q1   | 1R   | NH   | 1R   | 2R   | 2R   | 2R   | A    | 3–5      |
| 全米オープン   | Q2   | 1R   | 1R   | 3R   | 2R   | F    | 2R   | 4R   |      | 13–7     |
| 合計           | 0-0  | 2-3  | 2-3  | 4-3  | 6-4  | 13-3 | 9-4  | 10-4 | 2-2  | 48–26    |

※: 2024年全仏準々決勝の不戦勝は通算成績に含まない

### 大会最高成績
| 大会                     | 成績 | 年               |
| ------------------------ | ---- | ---------------- |
| ATPファイナルズ          | F    | 2022             |
| インディアンウェルズ     | QF   | 2024             |
| マイアミ                 | F    | 2022             |
| モンテカルロ             | F    | 2024             |
| マドリード               | W    | 2025             |
| ローマ                   | SF   | 2020, 2022, 2023 |
| カナダ                   | SF   | 2022             |
| シンシナティ             | QF   | 2021             |
| 上海                     | 4R   | 2023             |
| パリ                     | QF   | 2021             |
| オリンピック             | QF   | 2024             |
| デビスカップ             | WGI  | 2021             |
| ATPカップ                | RR   | 2020, 2022       |
| ユナイテッド・カップ     | QF   | 2024             |
| Next Gen ATPファイナルズ | RR   | 2019             |